# Joey Batey
Joey Batey (Newcastle upon Tyne,1 de janeiro de 1989) é um ator, músico, cantor e compositor inglês. Ele é conhecido por interpretar Jaskier na série de fantasia da Netflix, The Witcher.

## Vida e carreira
Batey nasceu em Newcastle upon Tyne em 1989. Ele disse que cresceu em uma "família musical" e sempre esteve em torno da música.
Em 2013, Batey estreou no thriller britânico Murder on the Home Front, dirigido por Geoffrey Sax. Em 2014, ele apareceu no The Riot Club dirigido por Lone Scherfig . Em 2017, Paul McGuigan o escalou como Eddie em Film Stars Don't Die in Liverpool.
Ele interpretou o bardo Jaskier na adaptação do Netflix de The Witcher, baseado na série de romances poloneses de mesmo nome. Ele também cantou varias musicas da série.
Ele é um vocalista e músico da banda de folk indie The Amazing Devil, bem como o principal escritor e compositor. Seu álbum mais recente, Ruin, foi lançado em 31 de outubro de 2021.

## Filmografia

### Filme
| Ano  | Título                                        | Função             | Notas         |
| ---- | --------------------------------------------- | ------------------ | ------------- |
| 2014 | The Riot Club                                 | Eager Chap         |               |
| 2016 | Bolos Sangrentos                              | Colin Montcrawknox | Não creditado |
| 2017 | As estrelas do cinema não morrem em Liverpool | Eddie              | Não creditado |

### Televisão
| Ano             | Título                                          | Função               | Notas                                   |
| --------------- | ----------------------------------------------- | -------------------- | --------------------------------------- |
| 2013            | Assassinato na Frente Interna                   | Dixie                | Filme para televisão                    |
| 2013            | The White Queen                                 | Eduardo de lancaster | 2 episódios                             |
| 2013            | Whitechapel                                     | Gavin Redman         | 2 episódios                             |
| 2016            | Mount Pleasant                                  | Gopher               | 3 episódios                             |
| 2017            | No escuro                                       | Shelley              | 2 episódios                             |
| 2017            | Strike                                          | Al Rokeby            | 2 episódios                             |
| 2017–2018       | Knightfall                                      | Pierre               | 5 episódios                             |
| 2018            | Shakespeare e Hathaway: Investigadores Privados | Callum Ballimore     | Série 1, episódio 4: "This Rough Magic" |
| 2018            | Homem de sorte de Stan Lee                      | Bobby Hayes          | Série 3, episódio 2: "Run Rabbit Run"   |
| 2019            | A guerra dos Mundos                             | Henderson            | Série 1, episódio 1                     |
| 2019 - presente | The Witcher                                     | Jaskier              | Papel principal                         |